# Mon homme (film, 1996)
Pour les articles homonymes, voir Mon homme.
Pour plus de détails, voir Fiche technique et Distribution.
Mon homme est un film français de Bertrand Blier sorti en 1996, avec Anouk Grinberg et Gérard Lanvin.

## Synopsis
Une prostituée « indépendante » invite, un soir, un sans-logis à dîner, puis à dormir chez elle. Sous son charme viril, elle couche avec lui et, devenue amoureuse, lui propose de devenir son maquereau.

## Fiche technique
- Titre : Mon homme
- Réalisation : Bertrand Blier
- Scénario : Bertrand Blier
- Premier assistant réalisateur : Hubert Engammare
- Costumier : Christian Gasc
- Chef opérateur : Pierre Lhomme
- Montage : Claudine Merlin
- Production : Les Films Alain Sarde, Canal+, Plateau A et Studio Images 2
- Pays d'origine :  France
- Format : couleur - 2,35:1 - 35 mm - Son Dolby SR
- Durée : 99 minutes
- Date de sortie : France : 31 janvier 1996

## Distribution
- Anouk Grinberg : Marie Abarth
- Gérard Lanvin : Jeannot
- Valeria Bruni Tedeschi : Sanguine
- Olivier Martinez : Jean-François
- Jean-Philippe Ecoffey
- Dominique Lollia : Mélissa
- Dominique Valadié : Gilberte
- Mathieu Kassovitz : 1er client
- Jacques François : 2e client
- Michel Galabru : 3e client, Armoire
- Robert Hirsch : M. Hervé
- Bernard Fresson : directeur du personnel
- Jacques Gamblin : 4e client
- Jean-Pierre Darroussin
- Bernard Le Coq : inspecteur de police Marvier
- Frédéric Pierrot : policier réalisant l'interrogatoire
- Sabine Azéma : Bérangère
- Nanou Garcia
- François Feroleto
- Roger Carel : passant au chapeau
- Jean-Pierre Léaud : 1er client dans le nouvel appartement.

## Tournage
Le film a été tourné
- A Paris (2e, 8e, 9e)
- Rhône (Lyon)
- Savoie (Centre pénitentiaire d'Aiton)
- Aux Studios d'Épinay en Seine-Saint-Denis

## Polémique
La comédienne Anouk Grinberg, actrice principale du film et alors compagne de son réalisateur, a révélé dans son livre Respecten avril 2025,  qu'elle a subi des violences de la part de Bertrand Blier, voulant la contraindre à jouer dans ce film. Ayant initialement refusé le rôle, elle a été manipulée, et menacée d'être droguée par Bertrand Blier, jusqu'à ce qu'elle l'accepte.
Lors d'une interview de promotion, avec le magazine Les Inrocks, elle déclare :
“Si des gens regardent « Mon homme », je voudrais qu'ils sachent que c'est un film de torture. Je ne voulais pas le faire. Blier, quand je l'ai connu, je ne connaissais rien de son cinéma, je n'avais jamais vu ses films. Il m'a accueillie dans son monde avec un tel enthousiasme que j'ai cru que c'était de l'amour. En fait, c'était un ogre. Très vite, je suis devenue sa chose, sa muse. Être la muse, c'est être l'objet des délires d'un homme. C'est être encerclé par le regard d'un homme qui fait de vous son fantasme. Et vous n'avez rien le droit d'être d'autre que ça.”